# 自動車の車体形状
自動車の車体形状（じどうしゃのしゃたいけいじょう）には多くの種類が存在する。これらは使用目的、市場での地位、立地条件、製造された時代などによって様々である。
日本の自動車検査証の「車体の形状」覧に記載される、乗車定員10名以下の四輪の乗用自動車の形状には「箱型」、「幌型」、「ステーションワゴン」の3種類のみである。

## 乗用車の車体形状の一覧
セダン / サルーン
エンジン、車室、荷室の各コンパートメントを備えた3ボックス構造の車種。特に高級な車種は「サルーン」と表現される場合もある。現代では4ドアが一般的だが、過去には2ドアタイプのセダンも存在した。
クーペ
セダンと同じく3ボックス構造ながら、乗降用ドアが左右2枚のみの車種。ただし、全高が低い4ドアセダンやハードトップ構造の4ドアセダンを「4ドアクーペ」として販売しているメーカーも存在する。一般的にはセダンに比べてよりスポーティな性格付けがなされている。
ハードトップ
Bピラーおよびドアのサッシュを持たない3ボックス構造の車種。Bピラーを残したままでドアのサッシュのみ省略した車種も存在し、「ピラード・ハードトップ」「サッシュレスドア」と呼び区別されている。
オープンカー / スパイダー / コンバーチブル（米） / ロードスター（英） / カブリオレ（仏・独）
屋根がないか、もしくは屋根の開放が可能な車種。現在ではほとんどの車種が屋根の代わりとなる幌を備えており、折りたたみ式の布製ソフトトップや、格納式の金属製ルーフが一般的である。日本の自動車検査証において、この構造を持つ車種は「幌型」と表記される。屋根を開けた際に、AピラーとBピラーが残るスタイルは特にタルガトップと呼ばれる。
ステーションワゴン / シューティングブレーク
セダンの屋根を後方に引き伸ばして2ボックス構造とした車種。室内は車室と荷室が一体となっている。クーペのような流線型のフォルムを持つものは「シューティングブレーク」として区別される場合がある。「ステーションワゴン」とは日本やアメリカ等における呼称で、イギリスでは「エステート」、フランスでは「ブレーク」（break または brake）と呼ばれる。
ハッチバック / リフトバック / ファストバック
現代においてはCセグメント以下のコンパクトカーを指す語として解釈されているが、本来は跳ね上げ式または横開き式のバックドアを備える車種全般を指す語であり、独立したトランクリッドを持つノッチバックスタイルが一般的なセダンやクーペにも「ハッチバック」に該当する車種が存在する。また、リアウィンドウやCピラーの傾斜が強く、トランクリッドの形状に近いフォルムを持っているものは「ファストバック」とも呼ばれる。
ミニバン / MPV（欧）
一般的には3列シートを備えた1.5ないし2ボックス構造で、乗車定員が6名以上の車種を指す。スペース効率を高めるため、全長に対して室内長と室内高が大きく確保されている。「ミニバン」とは、アメリカにおける分類でフルサイズバンより小さい（＝ミニ）ために付けられた呼称で、明確な定義や規格は存在しない。
トールワゴン / ハイトワゴン /  MPV（欧）
2列シートで、乗車定員が4 - 5名程度のミニバンを指す。3列シートが一般的なミニバンと対比して「2列シートミニバン」という呼称が用いられる場合もある。日本では軽自動車市場において活況を呈しており、軽トールワゴンのほか「軽セミトールワゴン」と呼ばれる派生タイプも存在する。なお「トールワゴン」は和製英語であり、ヨーロッパではミニバンと一括して「MPV」と呼称される。
スポーツ・ユーティリティ・ビークル（SUV）
元々はオフロード走行を目的としたラダーフレーム構造のクロスカントリー車を指す語だったが、現在ではモノコック構造の乗用車をベースとしたクロスオーバーSUVもこれに含まれる。悪路での走破性能を高めるため、最低地上高を高くしたり四輪駆動を採用している点が特徴だが、クロスオーバーSUVに関してはこの限りではない。
ワンボックスカー（1BOX）
ボンネットがないか、もしくは極めて短いボンネットを持つ箱形ボディの車種。「ワンボックス」は車体形状そのものを指す語であり、一般的には商用車から派生した乗用車を指す。広義ではミニバンもこれに含まれる。
リムジン
運転手が運転し、運転手の区画と乗員の区画が分かれている高級車。ヨーロッパでは単にセダンを意味する。

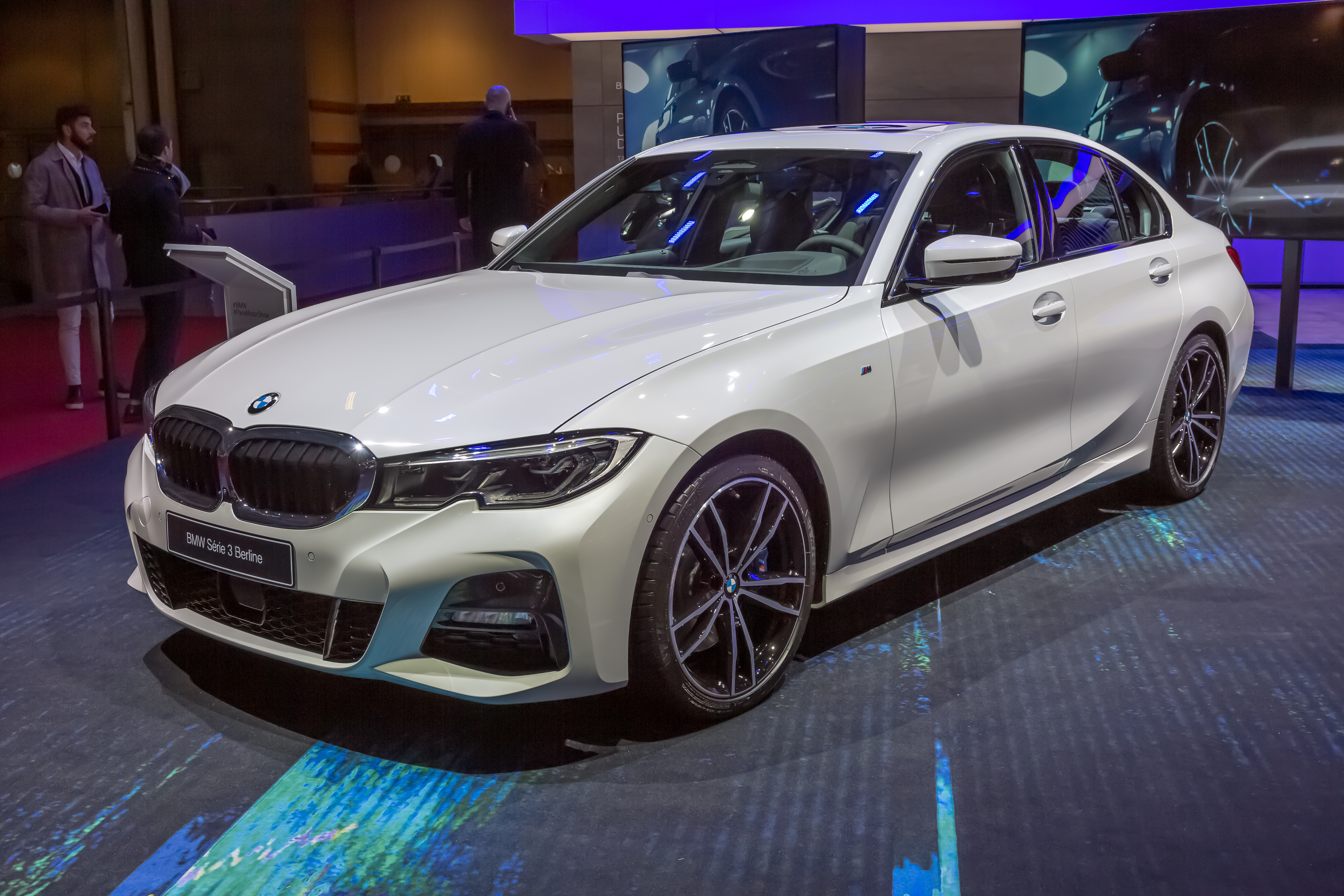
セダンの例（BMW・3シリーズ）
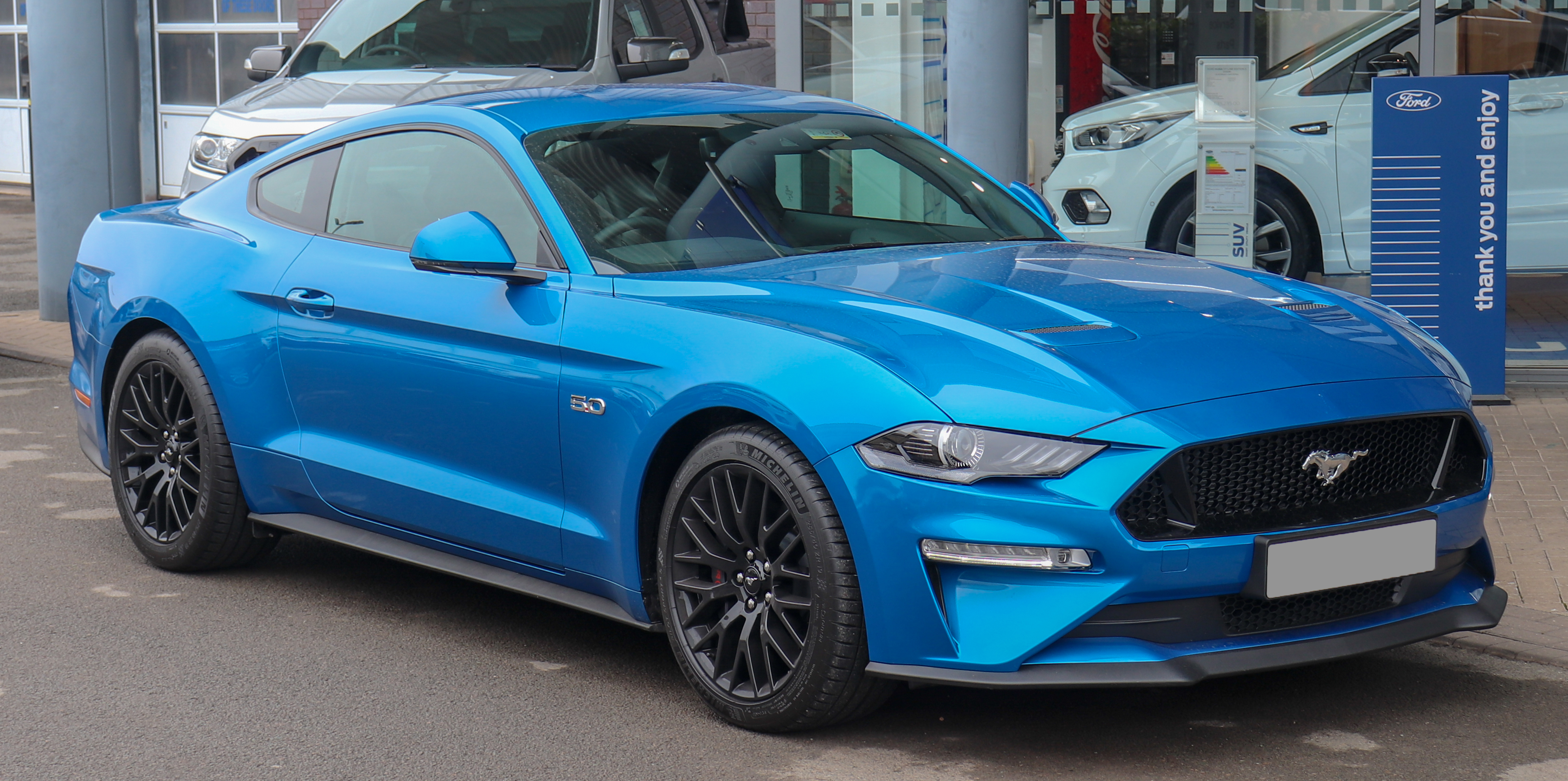
クーペの例（フォード・マスタング）
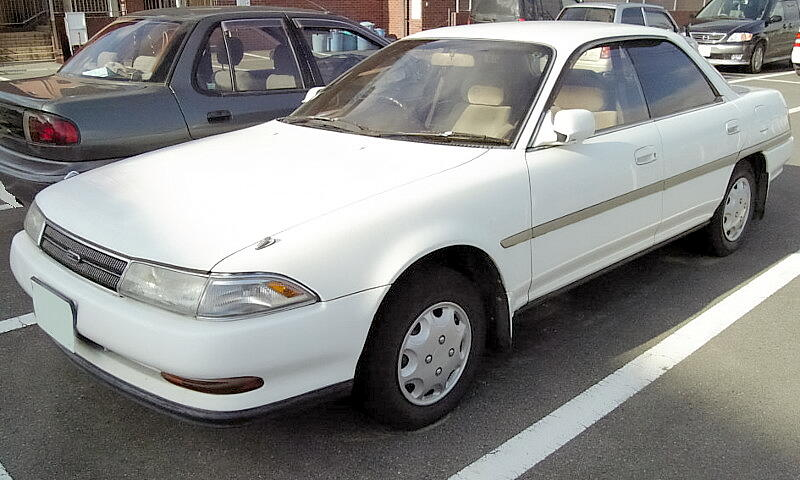
ハードトップの例（トヨタ・カリーナED）
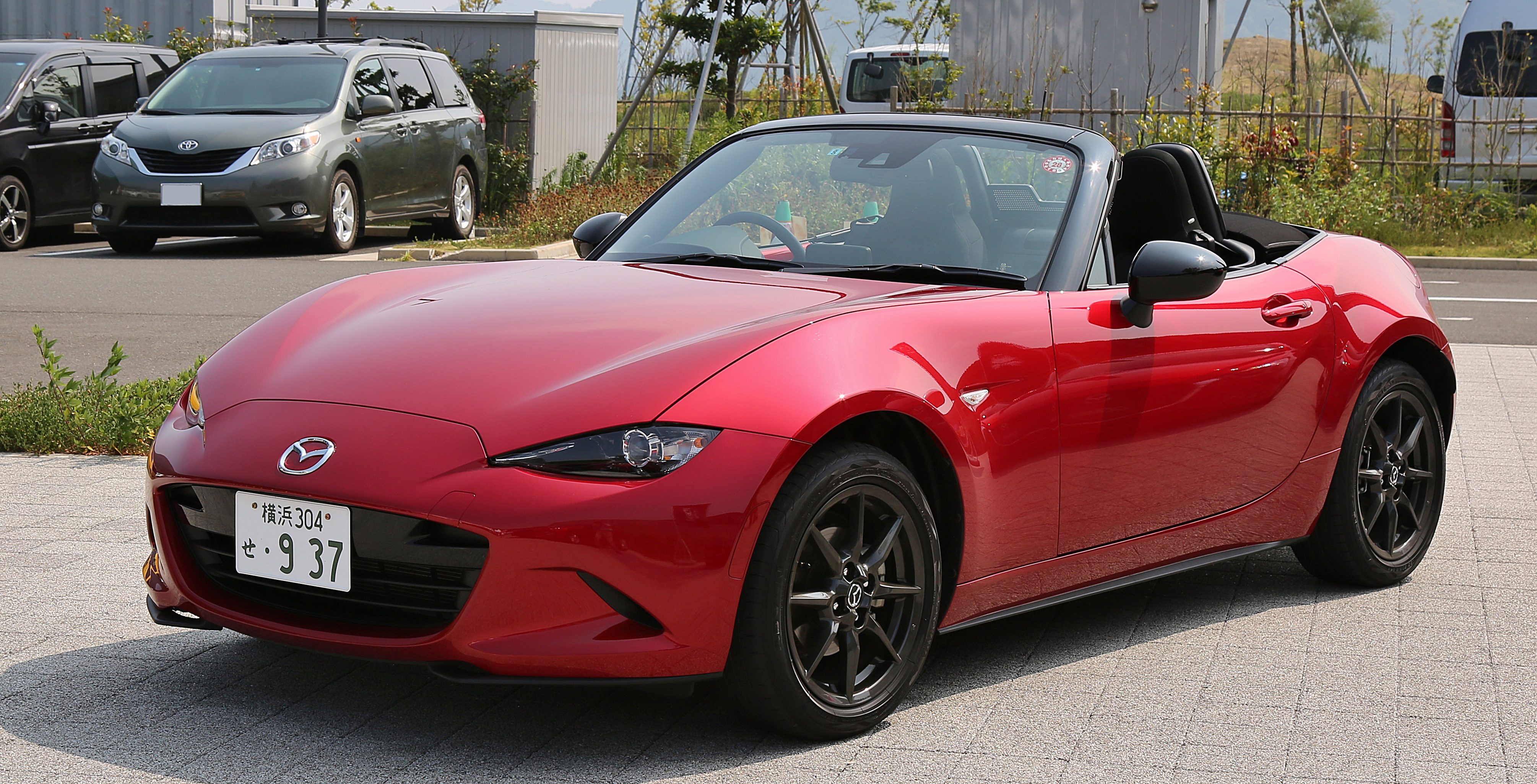
オープンカーの例（マツダ・ロードスター）
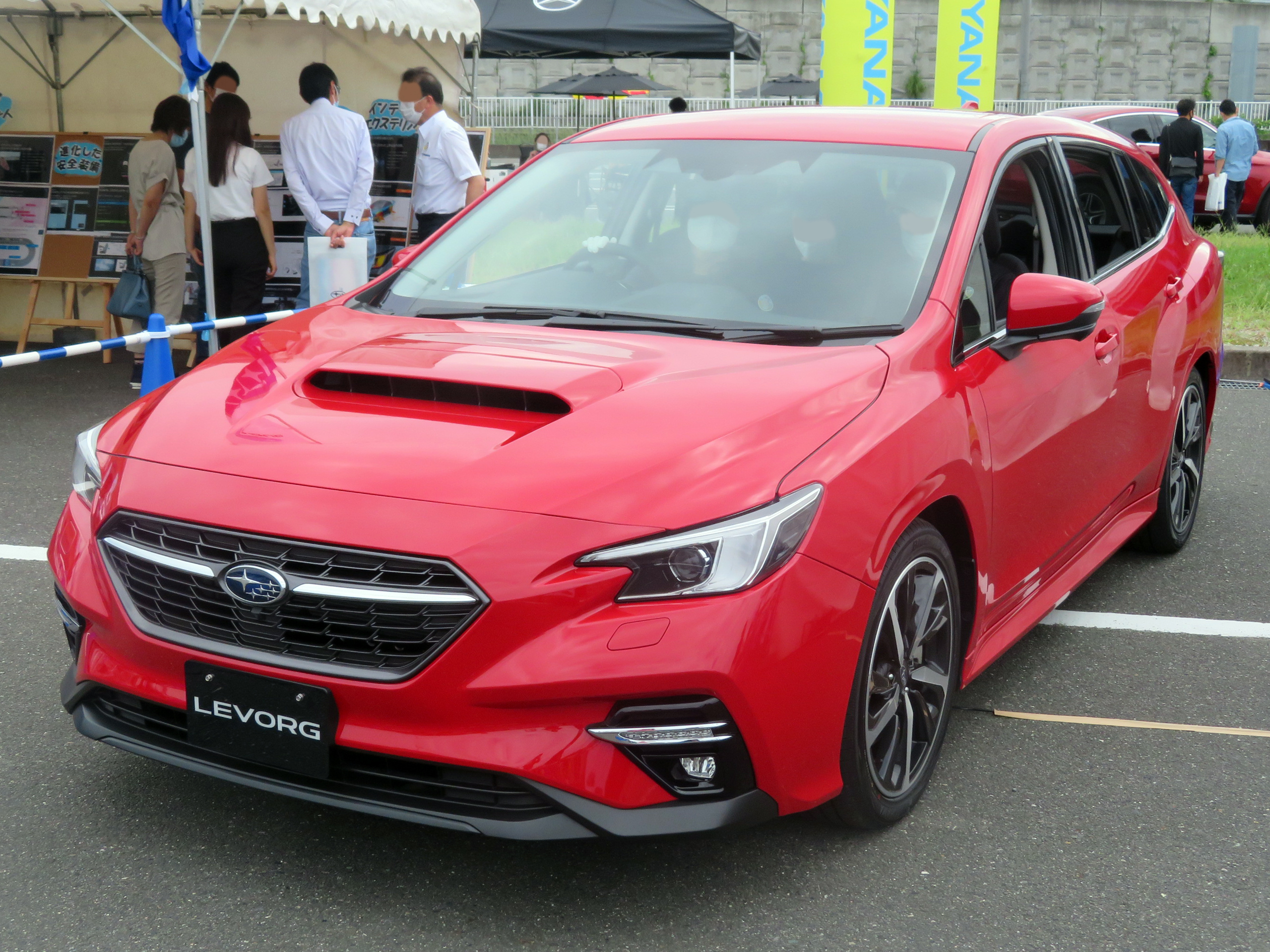
ステーションワゴンの例（スバル・レヴォーグ）
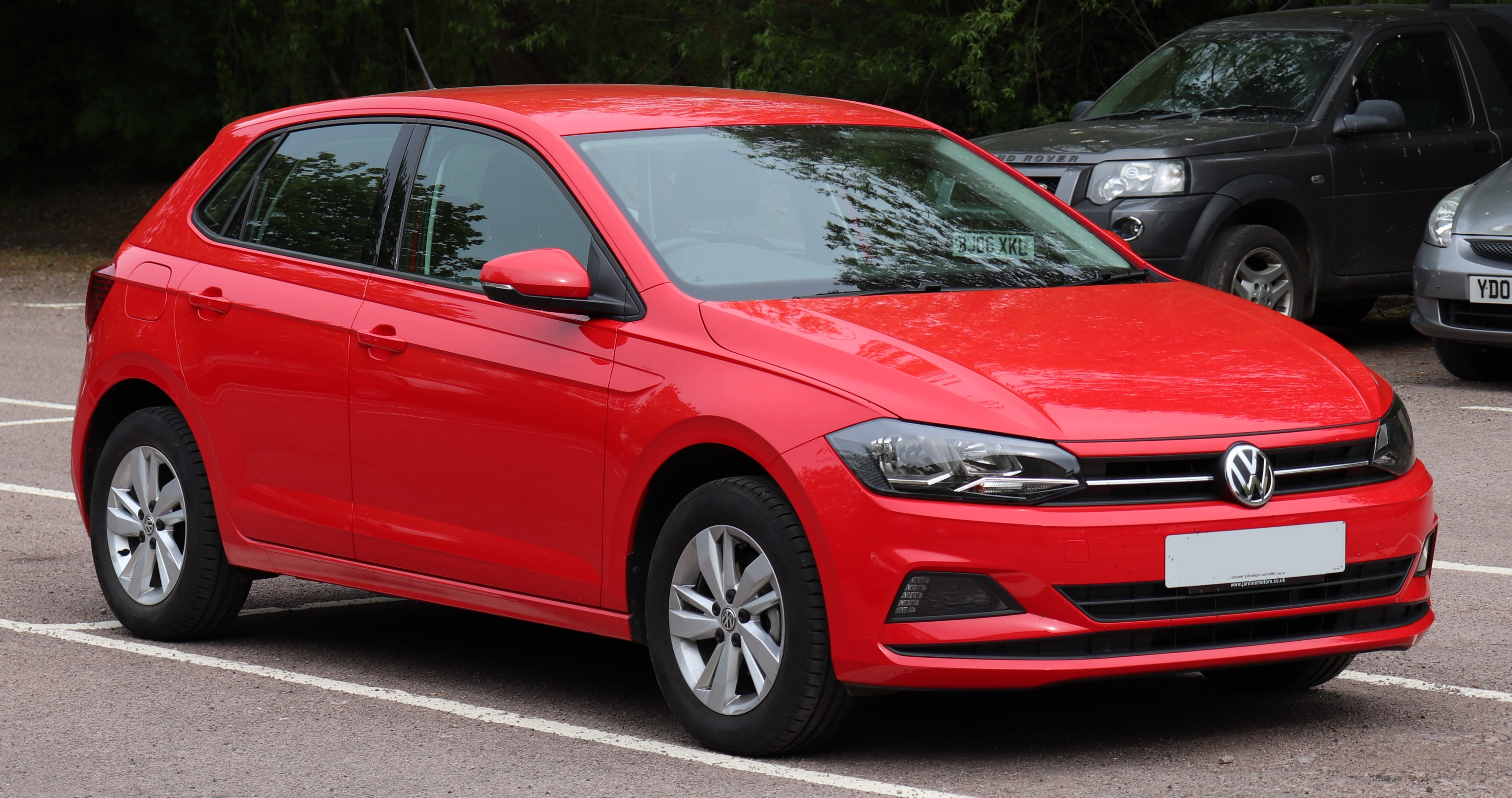
ハッチバックの例（フォルクスワーゲン・ポロ）
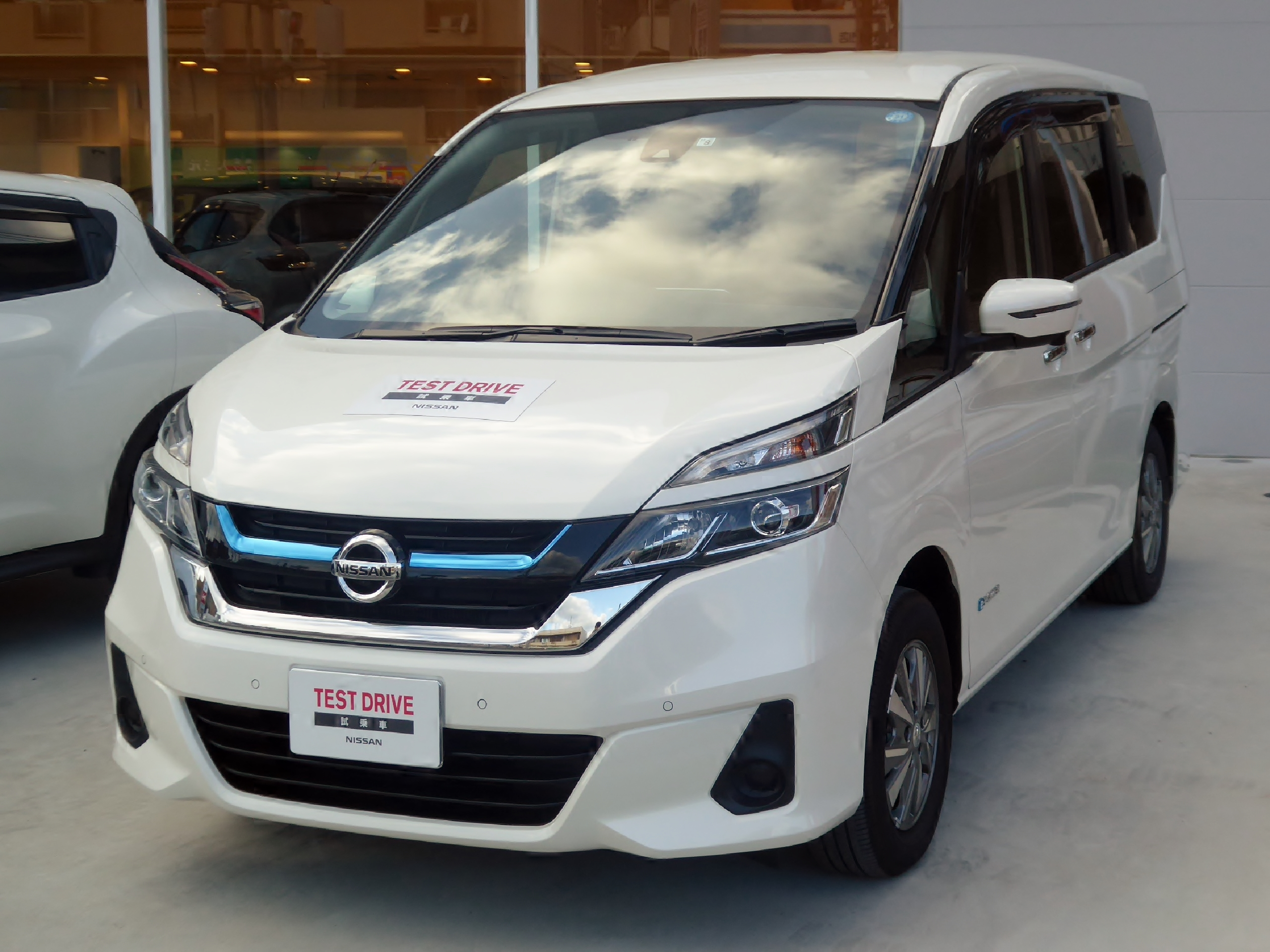
ミニバンの例（日産・セレナ）
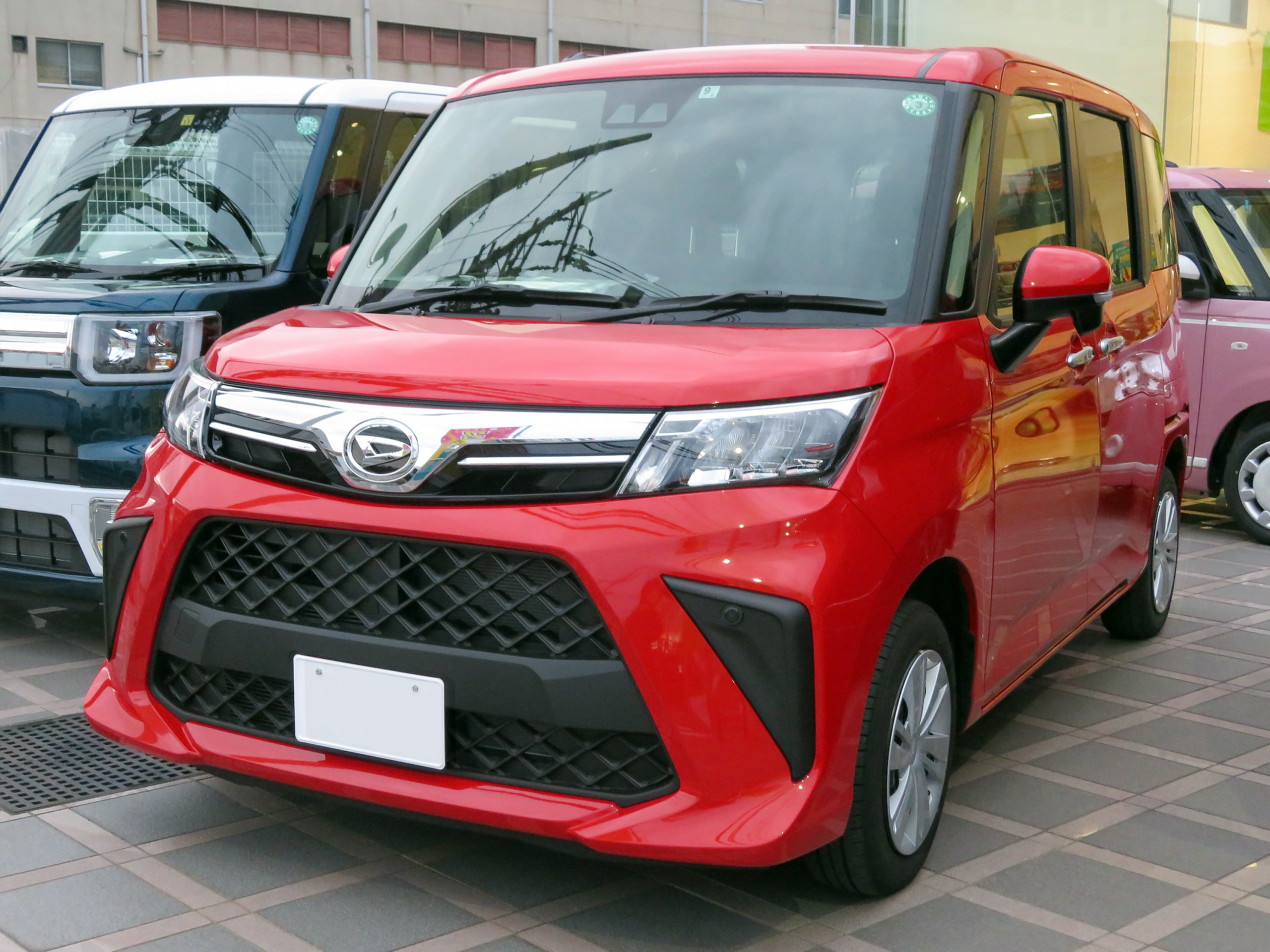
トールワゴンの例（ダイハツ・トール）
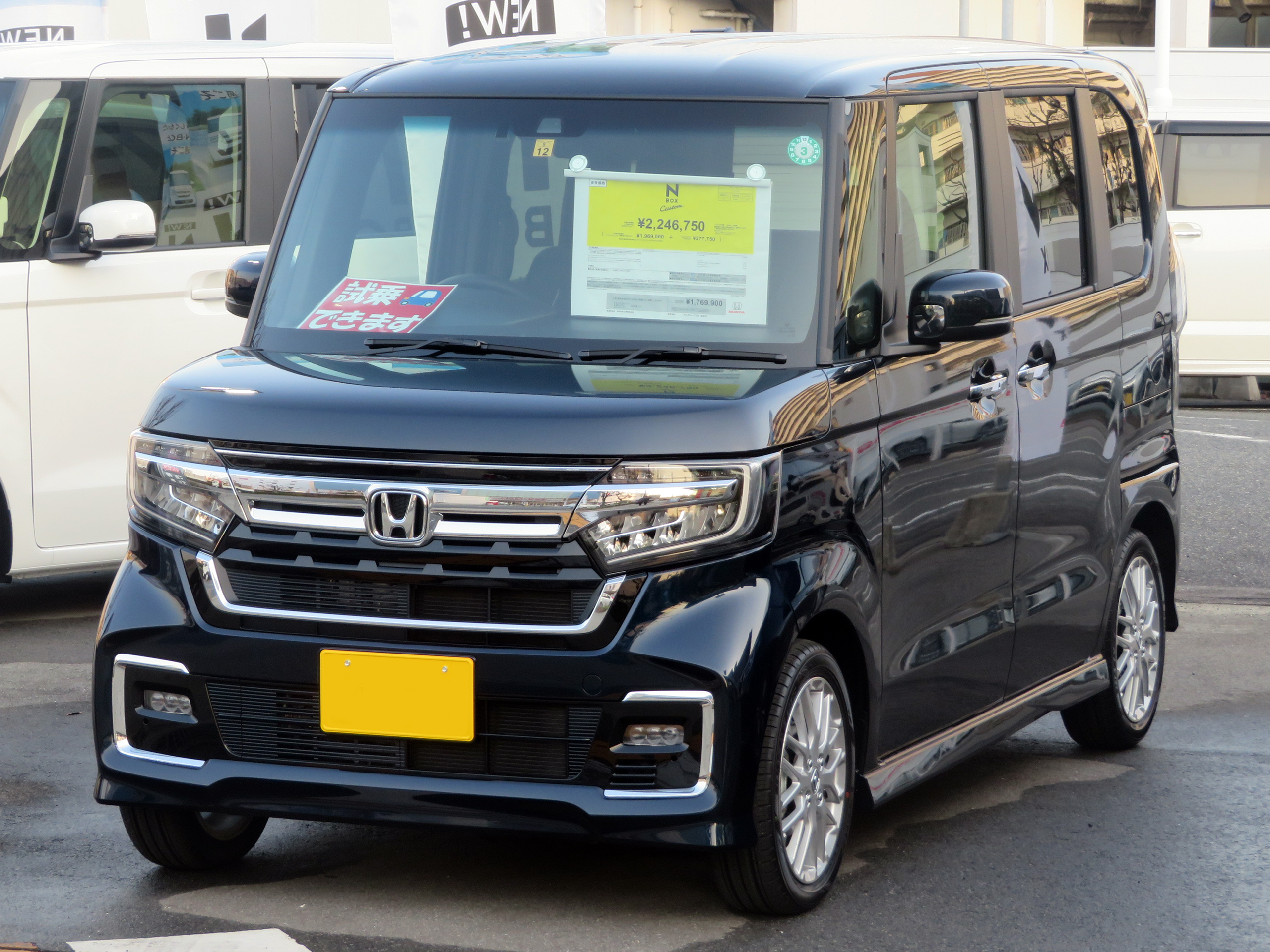
軽トールワゴンの例（ホンダ・N-BOX）
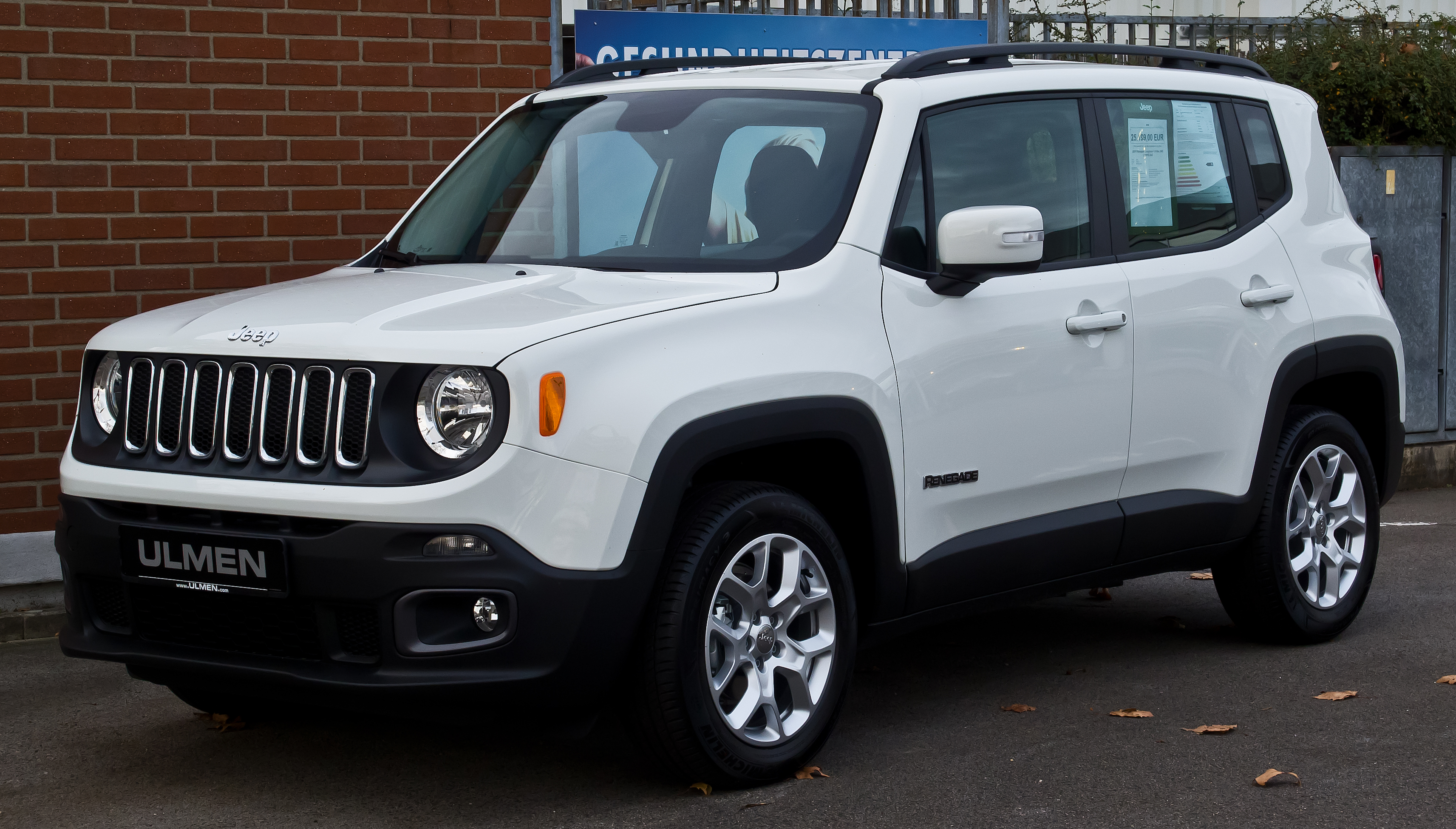
SUVの例（ジープ・レネゲード）
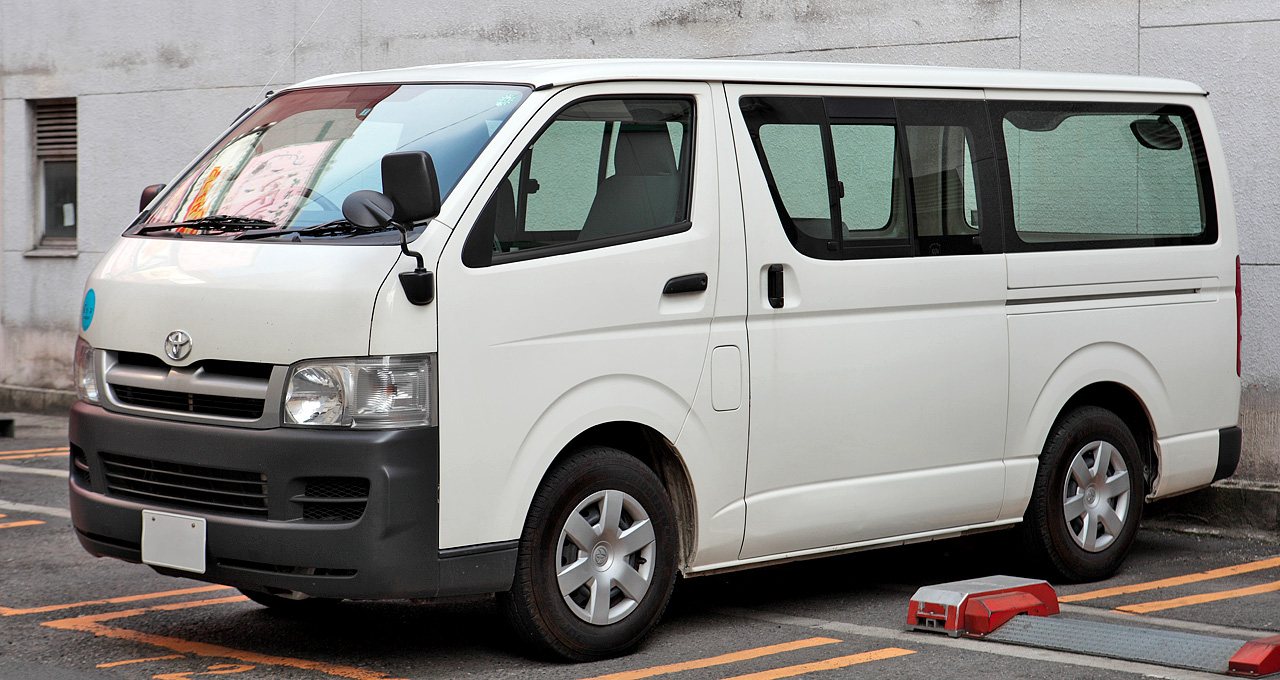
ワンボックスカーの例（トヨタ・ハイエース）
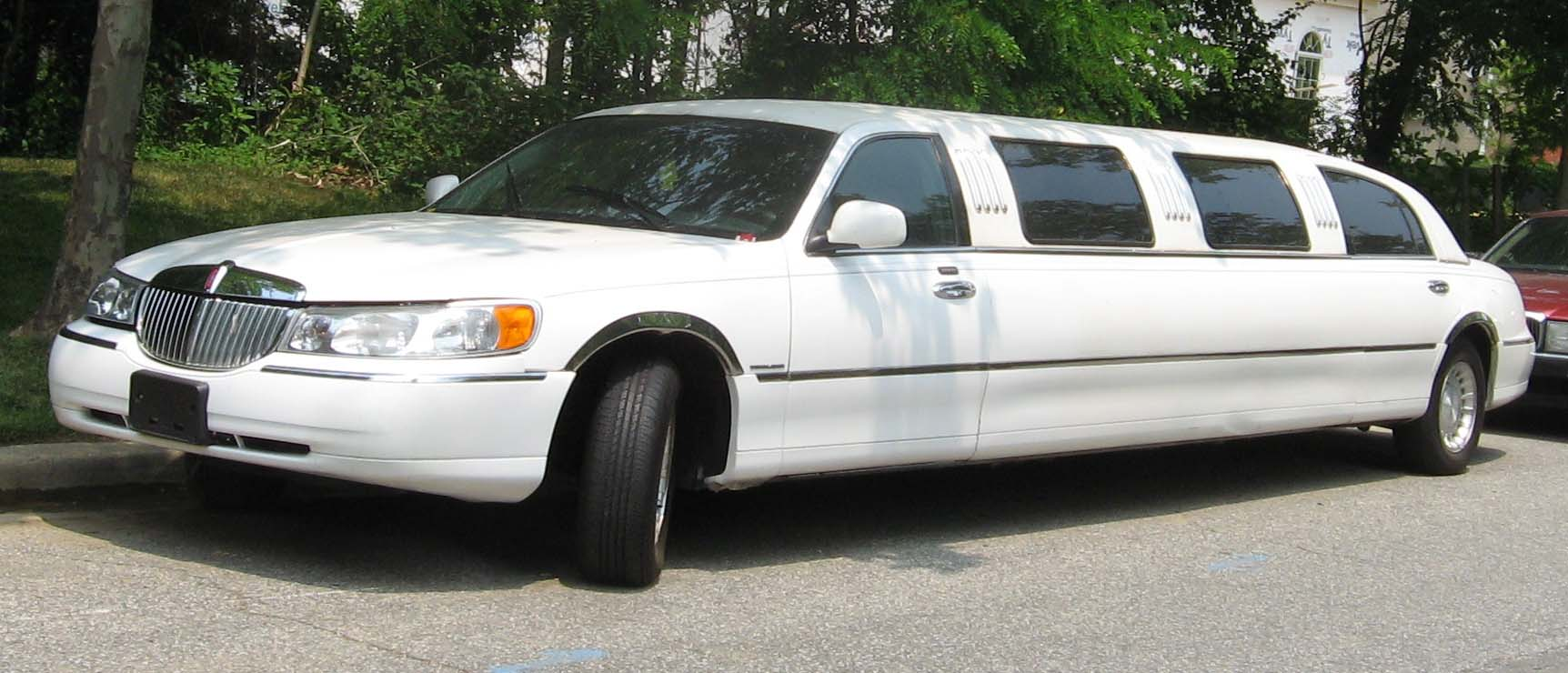
リムジンの例（リンカーン・タウンカー）

## 歴史的な形状
バケ（仏: baquet）
馬車のように2列に並んだ座席を持つもので、通常、フロントドア、屋根、フロントウィンドシールドはない。バケ（"バスタブ"）スタイルは、1900年代初頭にヨーロッパで生産されていた 。また、1920年代から1930年代にアメリカで製造された自動車に使われたマーケティング用語でもある。
カブリオ・コーチ
コンバーチブルやカブリオレのように、布製の開閉式ルーフを持つ車。コンバーチブルではBピラー、Cピラー、その他の車体構造が取り外されることが多いが、カブリオ・コーチではドアフレーム上部までの車体を残し、ルーフスキンを開閉式のファブリックパネルに交換するだけである点が異なる。
クペ・ド・ヴィル（仏: coupé de Ville）
外側またはオープントップの運転席と、密閉された乗客用のコンパートメントがある。1908年から1939年まで生産された。これらの用語は、かつては特定の自動車メーカーや国で特定の意味を持っていたかもしれないが、現在では同じ意味で使われることが多い。クペ・ド・ヴィルの中には、乗客と運転手が完全に分離された区画になっているものもあれば、乗客用のキャノピーがあり、運転手と乗客の間に仕切りがない（したがって乗客は運転席から乗員用区画に入る）ものもある。
ランドーレット
後部座席がコンバーチブルトップで覆われている車のこと。リムジンのように運転手と後部座席がパーティションで区切られていることが多い。
パーソナル・ラグジュアリー・カー
1952年から2007年まで生産されたアメリカの高級クーペとコンバーチブル。快適性、スタイリング、高い水準のインテリア装備を優先していた。
フェートン
1900年代から1930年代にかけて流行した、固定された風防を持たないオープンルーフの自動車のこと。
ロードスター・ユーテリティー
オープントップのロードスター型ボディとリアに荷台を持つ。
ラナバウト
軽量、安価なオープンカー。基本的な車体構造を持ち、フロントガラス、屋根、ドアはない。ほとんどのラナバウトのシートは1列のみで、2人が乗車できる 。
トーピード
1908年から1930年中頃まで使われた自動車の車体形状。流線型の断面と、折り畳みあるいは取り外し可能なソフトトップを持つ。ボンネットラインが車のウエストラインまで上げられており、前部から後部まで一直線のベルトラインを持つ。
ツーリング
4つ以上のシートを備えるアメリカ合衆国で作られたオープンカーのスタイル。1900年代初頭から1930年代まで人気があった。

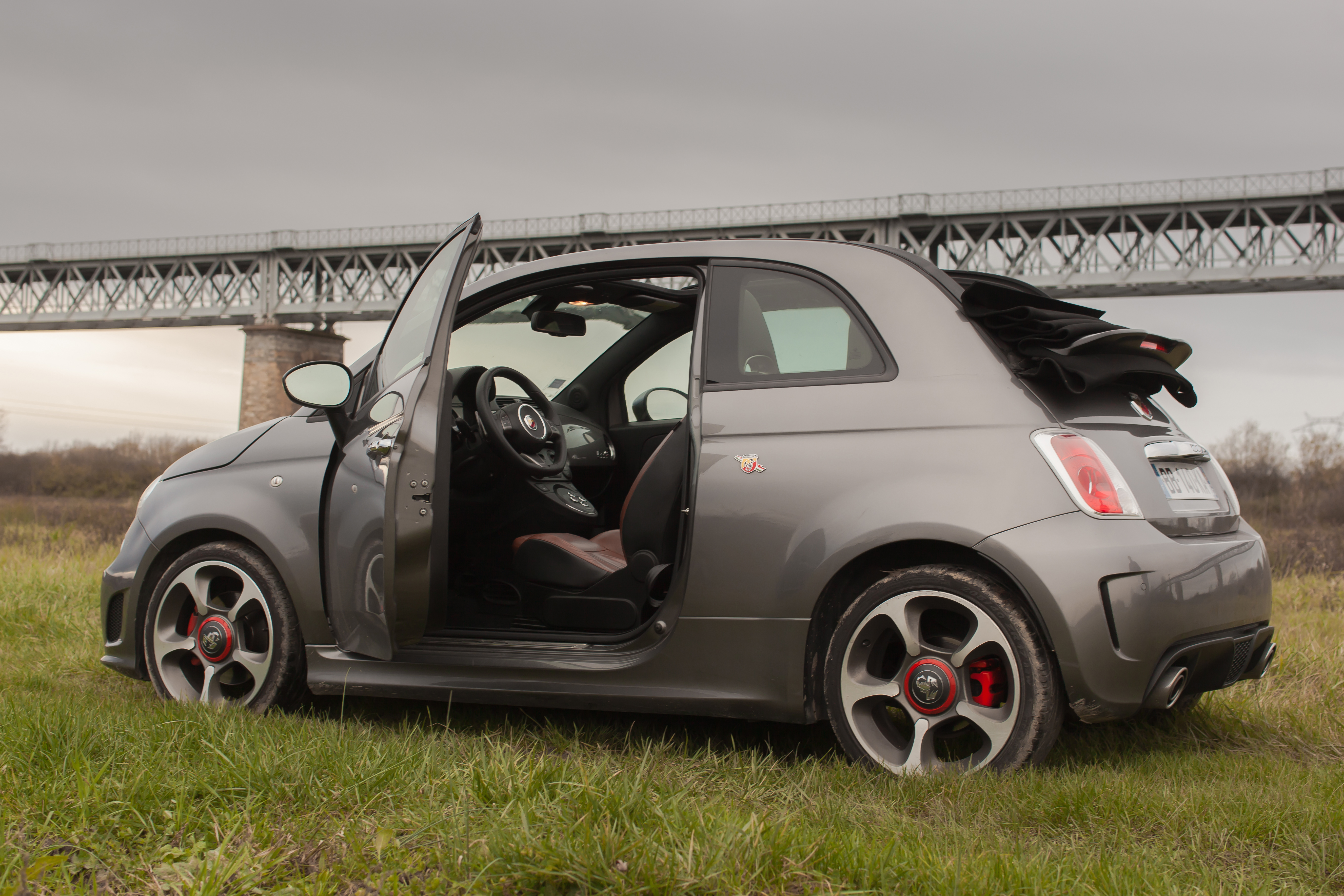
カブリオ・コーチの例（2010年式アバルト・500C）
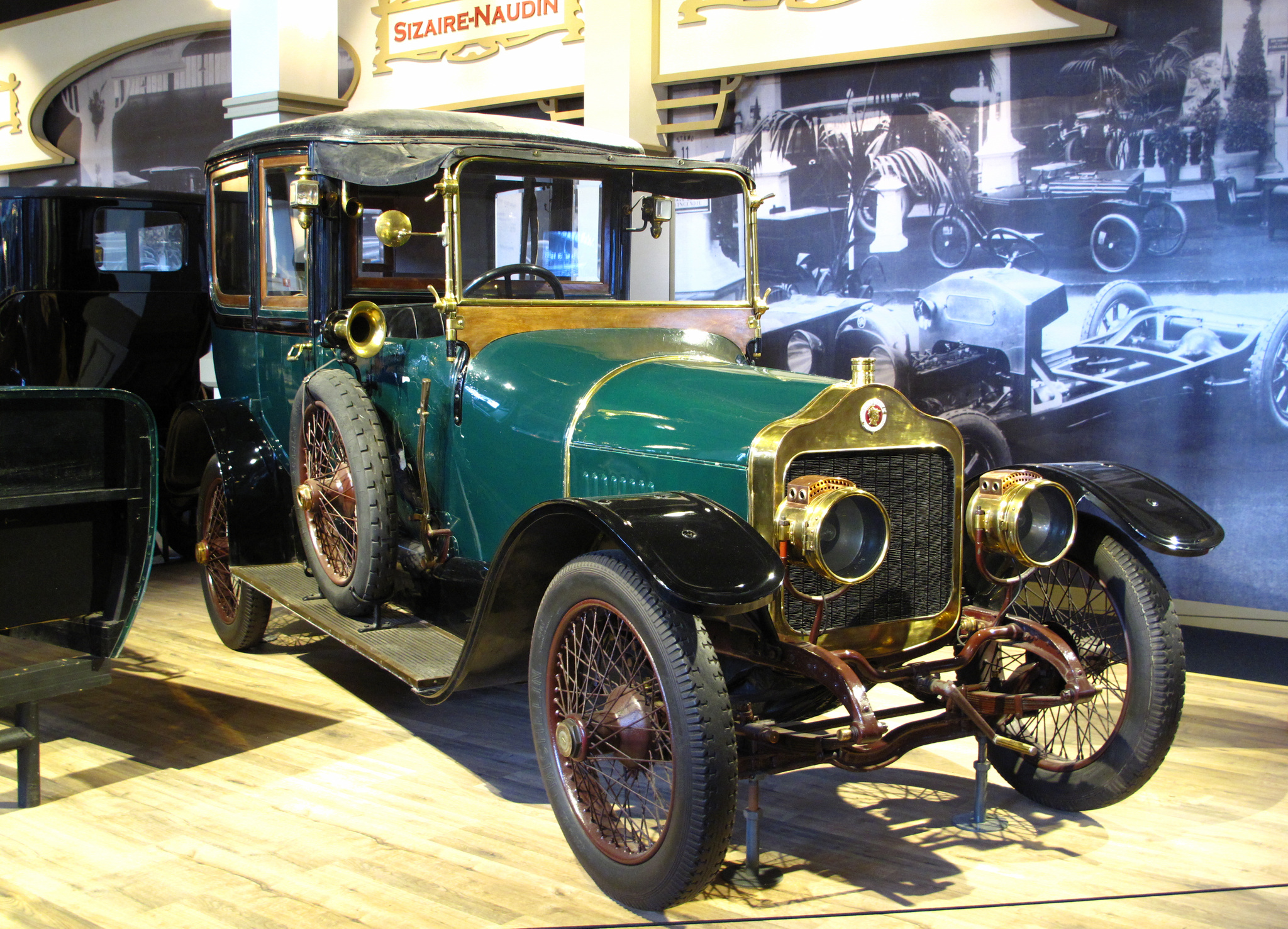
クペ・ド・ヴィルの例（1918年式ミネルバ・KK型）
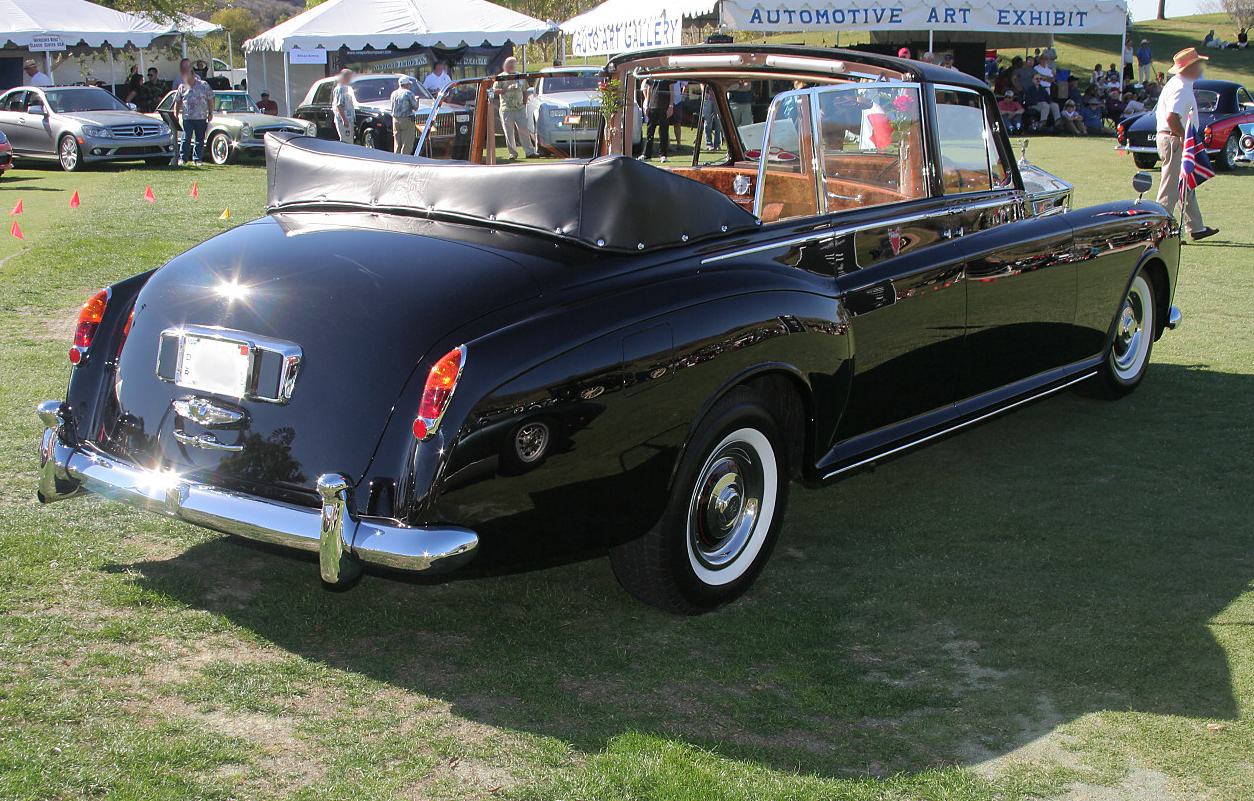
ランドーレットの例（1966年式ロールス・ロイス・ファントムV）
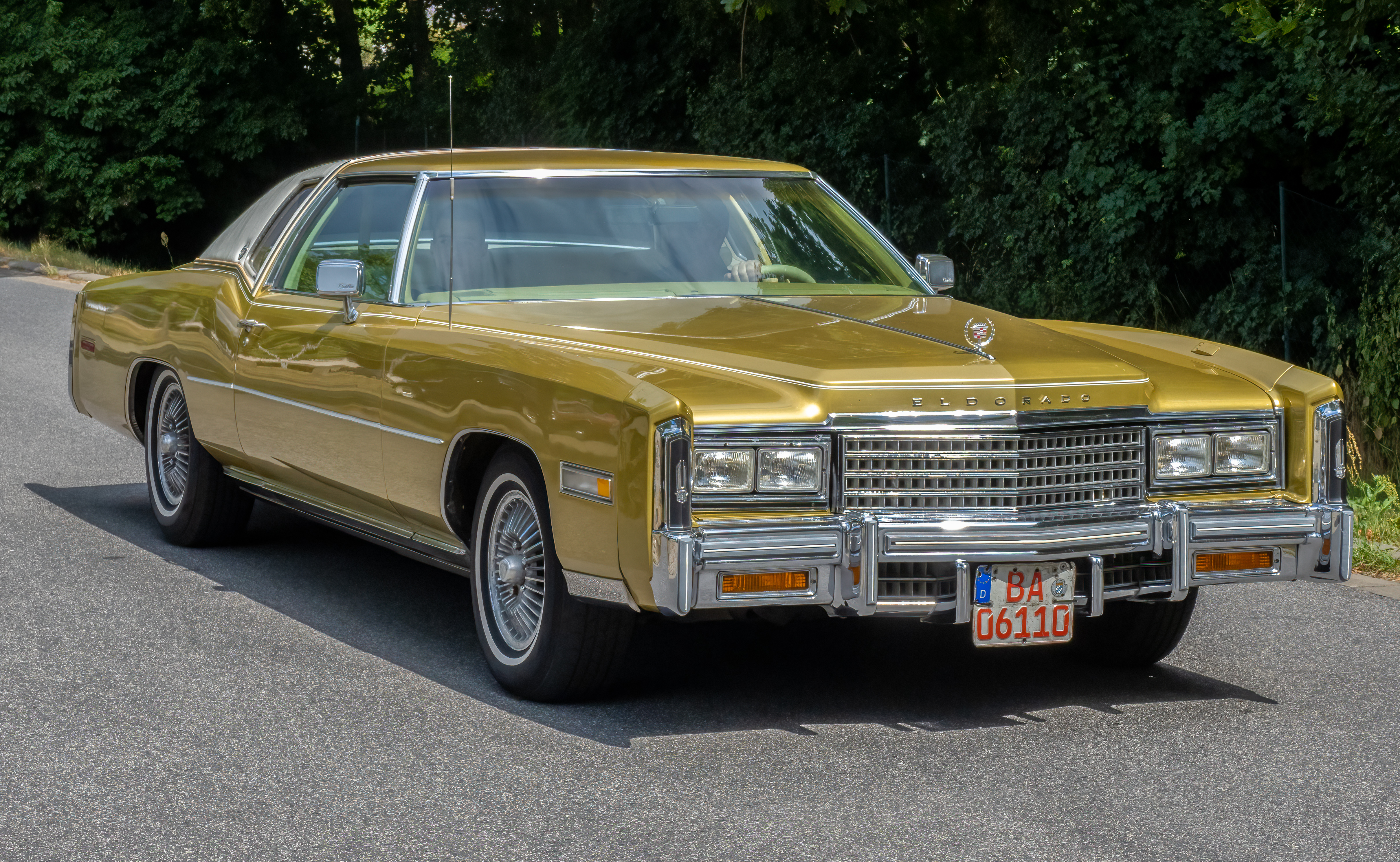
パーソナル・ラグジュアリー・カーの例（1978年式キャデラック・エルドラド）
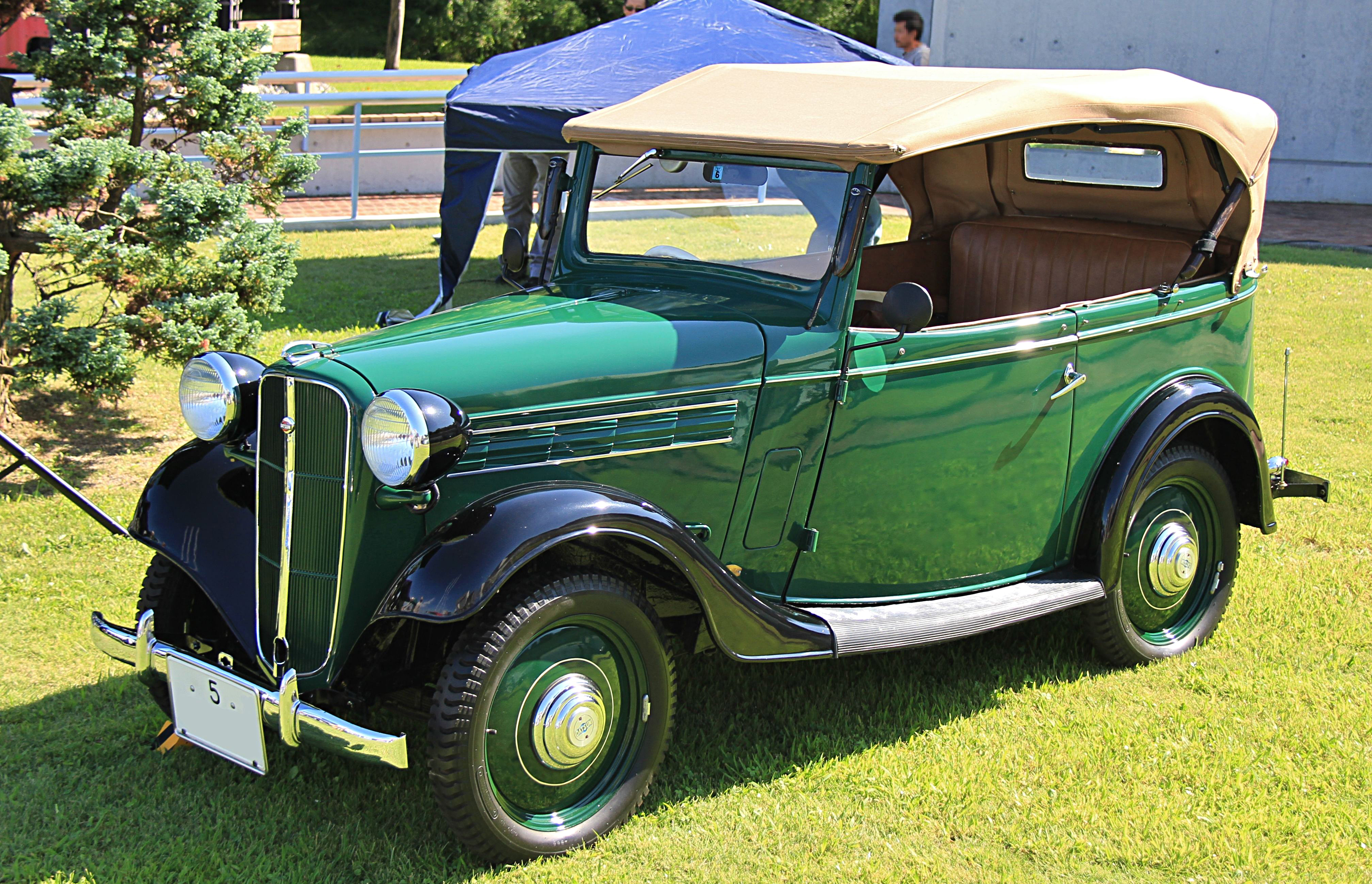
フェートンの例（1938年式ダットサン・フェートン）
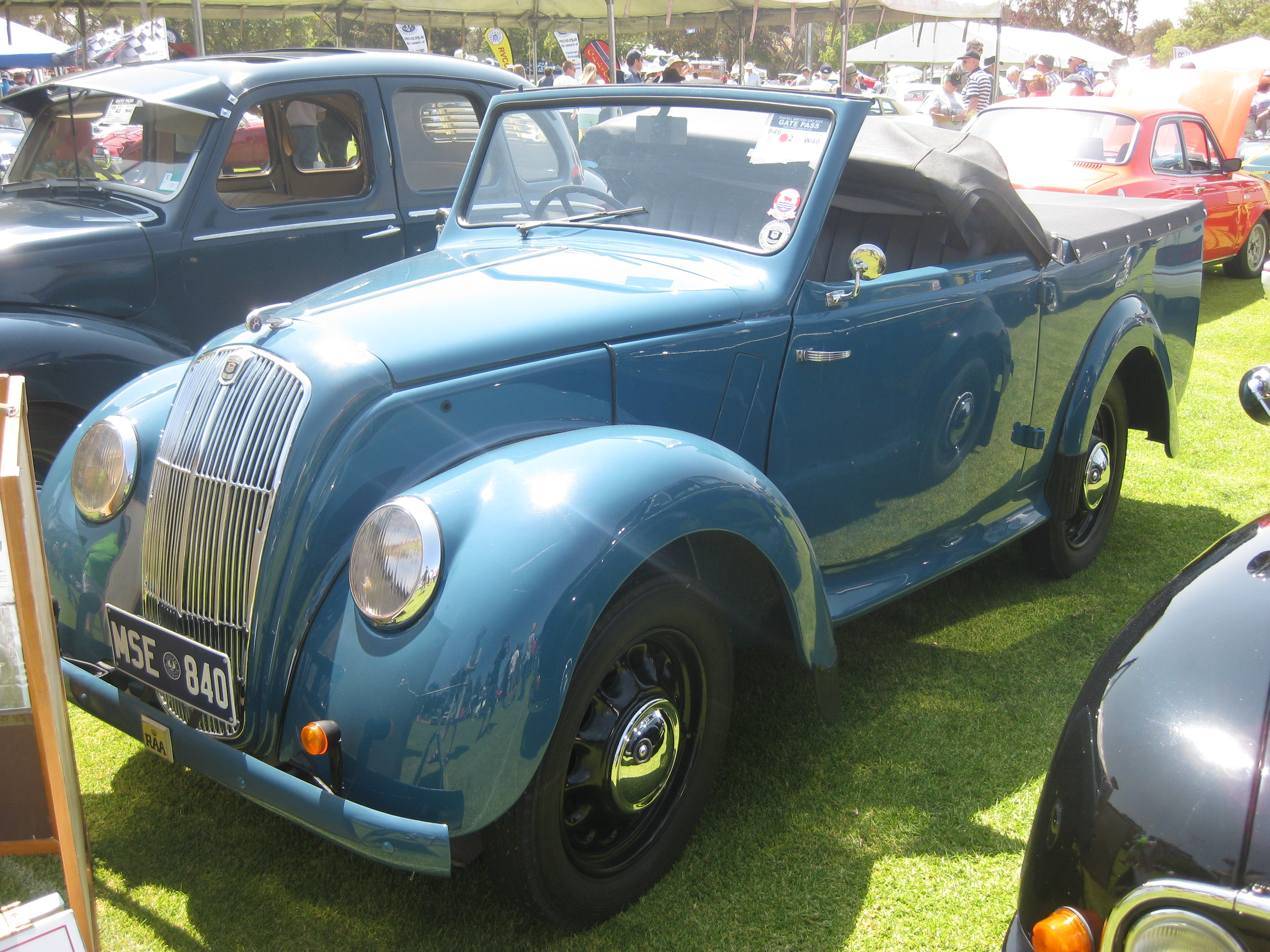
ロードスター・ユーティリティの例（1938年式モーリス・8/40シリーズEロードスター・ユーティリティ）
ラナバウトの例（1903年式オールズモビル・カーブドダッシュ）
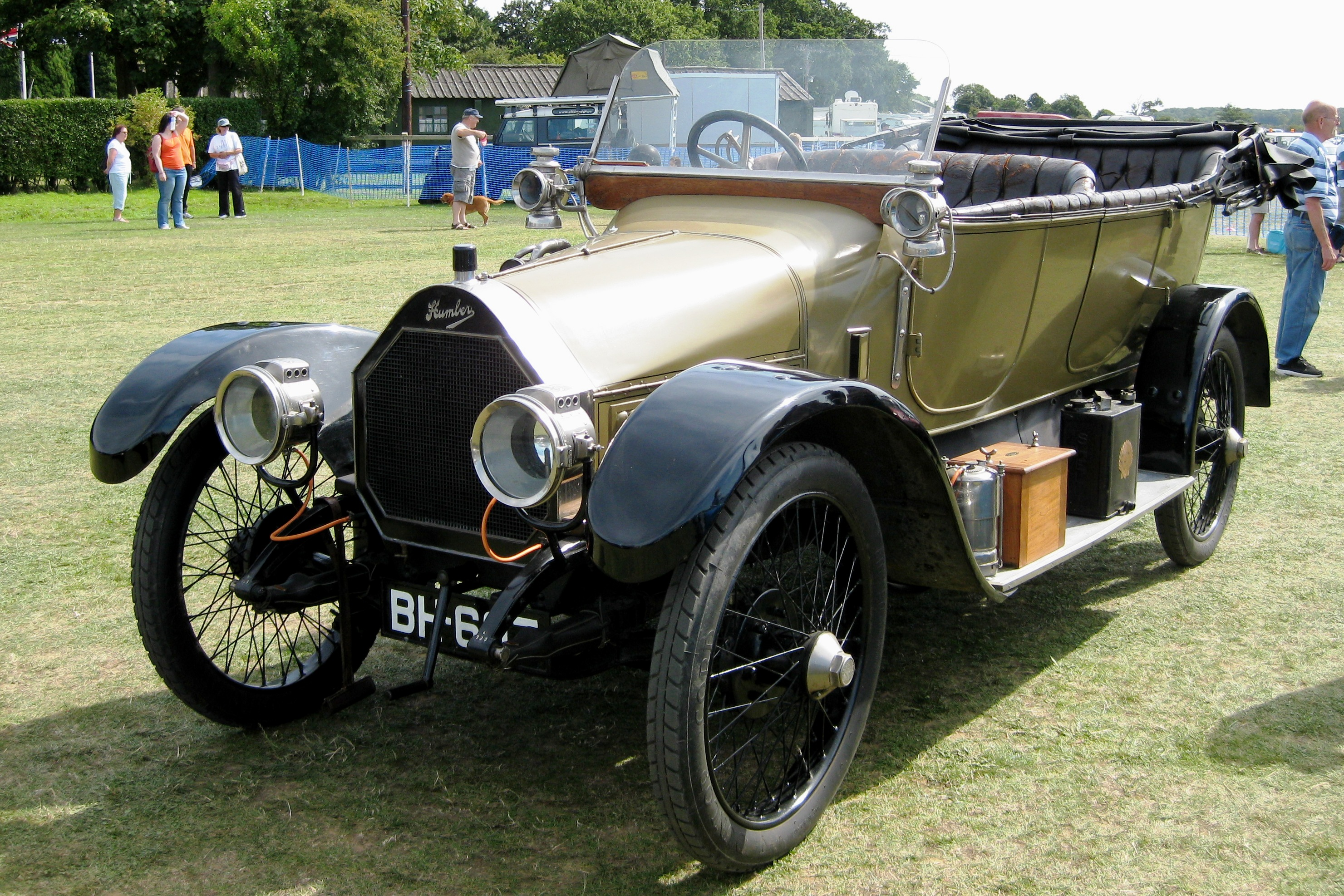
トーピードの例（1914年式ハンバー・11）
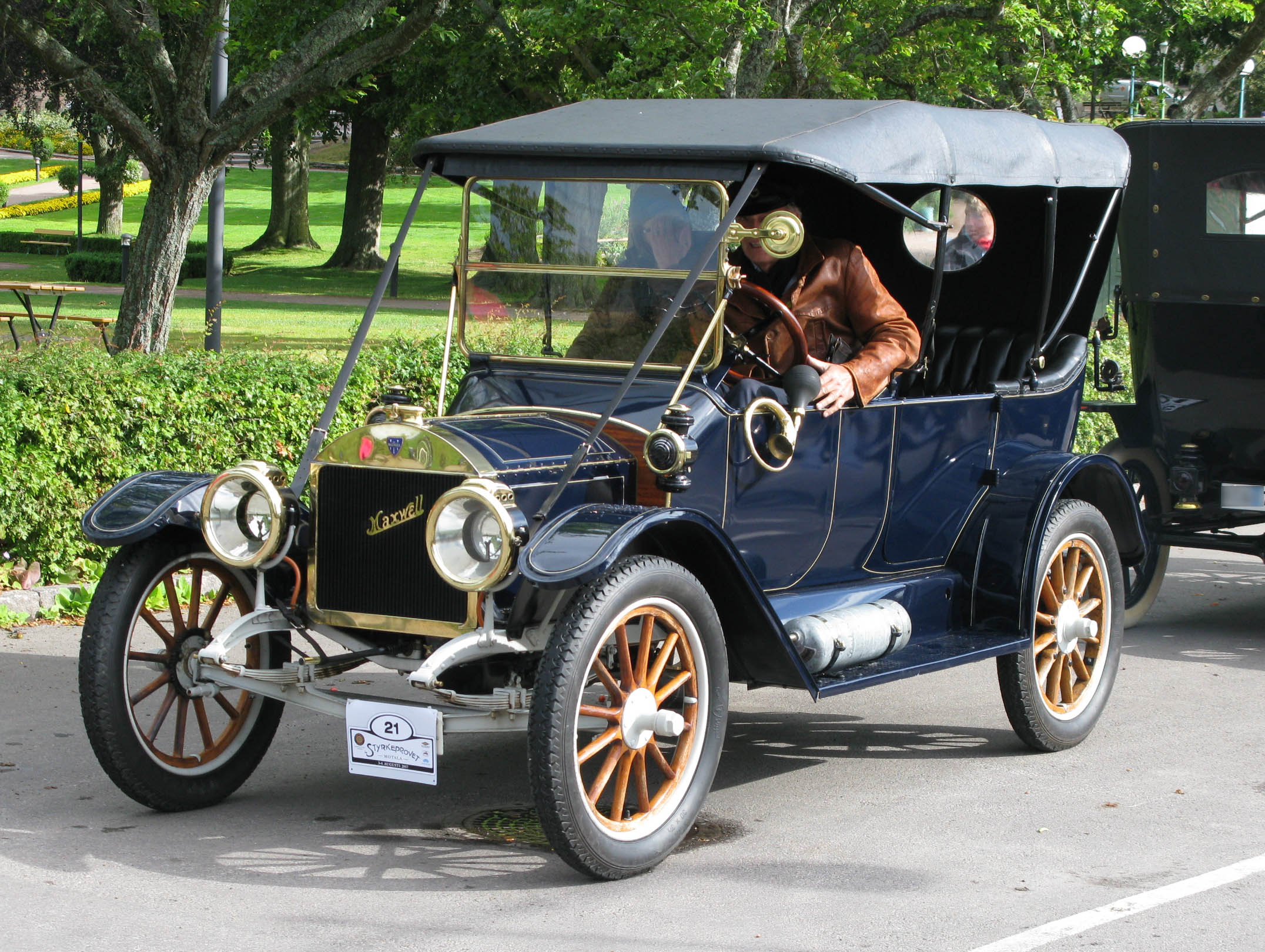
ツーリングカーの例（1913年式マクスウェル（英語版）・モデル24-4）